# 2231 Durrell
2231 Durrell (1941 SG) là một tiểu hành tinh vành đai chính được phát hiện ngày 21 tháng 9 năm 1941 bởi Arend, S. ở Uccle.